# Niezapominajka błotna

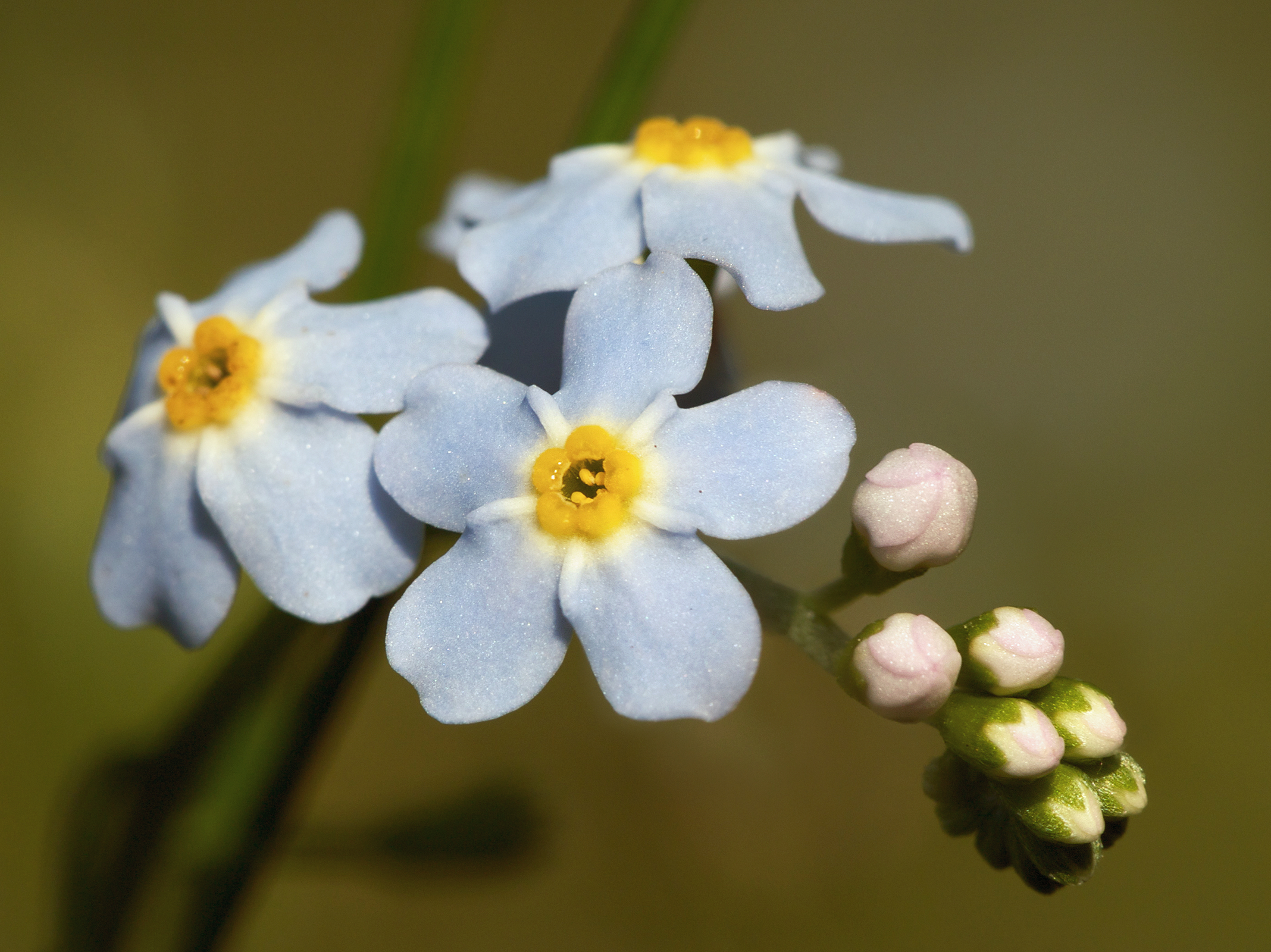
Kwiaty

Niezapominajka błotna (Myosotis scorpioides L.) – gatunek rośliny należący do rodziny ogórecznikowatych. Występuje w stanie dzikim w całej Europie oraz na części obszaru Azji (Syberia, Mongolia, Kaukaz). W Polsce pospolity.

## Morfologia
ŁodygaPrzeważnie kanciasta, owłosiona (włoski zwrócone do góry), płożąca się i zakorzeniająca lub wzniesiona. Pod ziemią występuje cienkie, pełzające kłącze.
LiścieOwłosione, do 10 cm długie i do 2 cm szerokie, bezogonkowe. Lancetowate lub podługowatojajowate. Dolne liście ogonkowe, górne siedzące.
KwiatyZebrane na szczycie łodygi w sierpik, który stopniowo wyprostowuje się w czasie wzrostu. W rezultacie świeżo rozwinięte kwiaty znajdują się na jego szczycie. Kwiaty jasnoniebieskie, rzadko białe z płasko rozpostartymi łatkami korony. Kielich złożony z 5 zrośniętych w krótką rurkę (wciętych najwyżej do 1/3) działek. Jest pokryty przylegającymi włoskami. W gardzieli korony występują gwiazdkowate osklepki. W środku korony 5 pręcików o nitkach zrośniętych z rurką korony i 1 słupek z poczwórną zalążnią. Zdarzają się osobniki o kwiatach wyłącznie żeńskich, są one dużo mniejsze od typowych.
OwocCzterodzielna rozłupnia. Rozpada się na 4 gładkie orzeszki.

## Biologia i ekologia
Siedlisko: bagna, mokre łąki, brzegi cieków. Hemikryptofit. Na glebach bogatych w azot, ilastych lub mulistych. W Tatrach dochodzi aż do piętra kosówki. Hemikryptofit. W klasyfikacji zbiorowisk roślinnych gatunek charakterystyczny dla All. Calthion.  Kwitnie od maja do września, jest owadopylna lub samopylna.

## Zmienność
- Gatunek zmienny morfologicznie, występuje u nas w kilku podgatunkach.
- Tworzy mieszańce z niezapominajką darniową i niezapominajką leśną[5].

## Zastosowanie
Jest uprawiana jako roślina ozdobna. Nadaje się na rabaty, szczególnie na obwódki rabat, może być także uprawiana w pojemnikach (strefy mrozoodporności 5-10). Najlepiej rośnie na półcienistym stanowisku, próchnicznej i stale wilgotnej glebie. Rozmnaża się przez nasiona wysiewane latem lub jesienią. 